# Massimo III di Costantinopoli
Massimo III (in greco Μάξιμος Γ΄?), nato Manuele Cristonimo (in greco Μανουήλ Χριστώνυμος?; ... – Costantinopoli, 3 aprile 1482) è stato un arcivescovo ortodosso greco, patriarca ecumenico di Costantinopoli dal 1476 fino al 1482. La chiesa ortodossa lo venera come santo e lo ricorda il 17 novembre.

## Biografia
Manuele Cristonimo nacque probabilmente nel Peloponneso in Grecia.
Diventò Megas Ekklesiarches (cioè capo Sacrestano) del patriarcato di Costantinopoli. Subito dopo l'caduta di Costantinopoli da parte dell'impero ottomano nel 1453, il capo sacrestano ottenne anche le funzioni del skeuophylax. Poiché questa carica conferiva la cura dei tesori sacri e delle reliquie del patriarcato, Manuele si scontrò spesso con il patriarca Gennadio II su questioni economiche. Con il patrocinio del segretario del sultano ottomano, Demetrio Kyritzes, Manuele, insieme al cartofilace Giorgio Galesiota, poté influenzare la chiesa ortodossa di Costantinopoli per più di venti anni.
Nel 1463 si schierò con il patriarca Josafat I contro la richiesta del politico Giorgio Amiroutzes, un nobile greco dell'ex impero di Trebisonda, di sposare in seconde nozze una donna, quando la prima moglie non era ancora morta. Come punizione per il suo sostegno a Josafat, a Manuele venne tagliato il naso per ordine del Maometto II.
Nell'autunno del 1465 (o all'inizio del 1466) Manuele sostenne l'elezione al patriarcato di Marco II e in seguito si oppose ai patriarchi sostenuti dalle altre fazioni, come Simeone I e Dionisio I, che il 15 gennaio 1467 spogliò lui e Giorgio Galesiota dei posti nell'amministrazione ecclesiale.
Tutti e due riuscirono in poco tempo a riottenere il loro prestigio. Manuele riuscì a recuperare la stima del sultano Maometto I e nella primavera del 1476 fu eletto patriarca di Costantinopoli. Poiché era un laico nel momento della sua elezione, diventò subito monaco cambiando il proprio nome in Massimo, e il giorno successivo ricevette la consacrazione come vescovo e fu intronizzato come patriarca dal metropolita di Eraclea. Il suo regno pose fine a un periodo di difficoltà per la Chiesa nella regione, e fu segnato da pace e consenso tra le varie fazioni.
Massimo morì il 3 aprile 1482.
La sua opera letteraria principale è "Monodia sulla Cattura di Costantinopoli".